# Trop belle !
Pour plus de détails, voir Fiche technique et Distribution.
Trop belle ! (She's Out of My League) est un film américain de Jim Field Smith, sorti en 2010. Il met en vedette Jay Baruchel, Alice Eve et Lindsay Sloane.
Le film suit un homme banal, Kirk Kennett (Jay Baruchel), qui entame une relation avec une jeune femme extraordinairement belle, Molly McCleish (Alice Eve). Il doit faire face à ses appréhensions et aux soupçons de sa famille pour ne pas gâcher maladroitement son histoire avec la belle pour toujours

## Synopsis
Kirk Kettner est un agent de la TSA à l'aéroport international de Pittsburgh. Il tente de se réconcilier avec son ex-petite amie Marnie, bien qu'elle le traite mal. Pendant ce temps, une femme séduisante et prospère nommée Molly McCleish arrive au terminal pour embarquer sur un vol. Kirk est le seul agent de la TSA qui ne flirte pas avec elle et ne la harcèle pas, et la sauve des avances non désirées de son patron. Après l'embarquement, elle se rend compte qu'elle a laissé son téléphone portable à la sécurité, et quand son amie Patty l'appelle Kirk répond. Ils s'arrangent alors pour se rencontrer le lendemain afin qu'il puisse rendre le téléphone.
Le lendemain soir, Kirk et son ami Devon arrivent au musée Andy Warhol pour rendre le téléphone de Molly. Quelqu'un heurte Kirk, lui faisant renverser son verre sur le directeur du musée. Pensant que Kirk l'a fait délibérément, le réalisateur lui dit, ainsi qu'à Devon, qu'ils doivent partir. Alors qu'ils quittent le bâtiment, Molly les suit à l'extérieur. Se sentant mal à propos du malentendu, elle offre à Kirk des billets pour un match de hockey des Penguins de Pittsburgh. Kirk amène son ami Stainer au jeu, où ils rencontrent Molly et son amie Patty. Alors que Stainer et Molly sont loin de leurs sièges, Patty dit à Kirk que Molly s'intéresse à lui.
Molly demande à Kirk de sortir quelques jours plus tard et il accepte. Stainer prédit que leur relation échouera - il considère Molly comme un "10" et Kirk comme un "5", et que le "gouffre" numérique entre eux est trop grand. Pendant ce temps, Patty pense que Molly a choisi Kirk uniquement parce qu'il est "en sécurité" et ne lui fera pas de mal. À leur rendez-vous, Kirk dit à Molly qu'il rêve d'être pilote; et Molly lui dit qu'elle est presque devenue avocate avant de réaliser son amour pour la planification d'événements. A la fin de la nuit, ils s'embrassent dans la voiture de Kirk.
Molly accompagne Kirk à un déjeuner de famille, où elle charme les hommes et rend Marnie jalouse. Après être retourné à l'appartement de Molly, tout en s'embrassant, Kirk éjacule prématurément dans son pantalon quelques instants avant l'arrivée inattendue des parents de Molly. Désespéré de cacher la tache sur son pantalon, Kirk ne veut pas serrer la main du père de Molly et part rapidement. Croyant qu'il a fui pour éviter de rencontrer ses parents, Molly ignore les appels de Kirk. Ce dernier la retrouve, il lui explique avec embarras pourquoi il a dû quitter et elle lui pardonne.
Lors de la fête du 21e anniversaire de la sœur de Molly, Katie, Kirk est troublé par le fait que Molly est intentionnellement vague sur la ligne de travail de Kirk à ses parents. L'ex-petit ami de Molly, Cam, un pilote cascadeur, arrive alors et fait allusion à Molly ayant un défaut physique. Après la fête, ils retournent à l'appartement de Molly et se déshabillent partiellement. Kirk découvre que le "défaut" de Molly est ses orteils légèrement palmés, ce que Kirk considère comme si mineur qu'il décide qu'elle est en effet trop parfaite pour lui. Bouleversée par Kirk à propos de ses insécurités et souhaitant qu'il y ait quelque chose qui n'allait pas chez elle pour justifier qu'ils soient ensemble, Molly avoue que Cam avait le même problème. Elle admet qu'elle a demandé à Kirk de sortir parce qu'elle se considérait en sécurité avec lui, ce qui a amené Kirk à rompre avec elle. Kirk reprend sa relation avec Marnie et envisage de passer des vacances en famille à Branson ensemble.
Plus tard, Stainer demande à une de ses ex-petites amies s'il était assez bien pour elle. Elle lui dit que ses insécurités l'ont amenée à mettre fin à leur relation. Réalisant qu'il a causé la rupture de Kirk et Molly en disant à Kirk que Molly était trop bien pour lui, Stainer téléphone à Patty et lui demande d'amener Molly à l'aéroport. Stainer essaie de faire descendre Kirk de l'avion dans lequel il est monté, mais en vain. Il demande à Jack d'arrêter l'avion, obligeant tout le monde à débarquer. Kirk fuit Marnie qui le poursuit, et Kirk rompt avec elle dans le processus. Kirk rencontre Molly à la porte du terminal, où elle avoue que les insécurités de Kirk à son sujet sont justifiées, mais qu'elle veut être avec lui malgré tout. Ils se réconcilient et reprennent leur relation. Plus tard, Kirk surprend Molly avec un voyage mystérieux à Cleveland via un petit avion, révélant qu'il a réalisé son rêve de devenir pilote.

## Fiche technique
Sauf indication contraire, les informations mentionnées dans cette section peuvent être confirmées par les bases de données cinématographiques IMDb et Allociné,  présentes dans la section « Liens externes ».
- Titre original : She's Out of My League
- Titre français : Trop belle !
- Réalisation : Jim Field Smith
- Scénario : Sean Anders et John Morris
- Musique : Michael Andrews
- Direction artistique : Jim Gloster
- Décors : Clayton Hartley
- Costumes : Molly Maginnis
- Photographie : Jim Denault
- Son : Chris Carpenter, Andrew DeCristofaro, Andy Koyama, Whit Norris
- Montage : Dan Schalk
- Production : Eric L. Gold, David B. Householter et Jimmy Miller
  - Production déléguée : George Gatins
- Sociétés de production : Mosaic, présenté par Dreamworks Pictures
- Sociétés de distribution : Paramount Pictures (États-Unis, Québec) ; Paramount Pictures France (France)[1] ; United International Pictures (Belgique)[2]
- Budget : 20 millions USD[3],[4]
- Pays de production :  États-Unis
- Langues originales : anglais, ukrainien
- Format : couleur (DeLuxe / Technicolor) — 35 mm — 2,35:1 — son Dolby Digital / DTS / SDDS
- Genre : comédie romantique
- Durée : 104 minutes
- Dates de sortie[5] :
  - États-Unis, Québec : 12 mars 2010[6]
  - Belgique : 16 juin 2010[7]
  - France : 23 juin 2010[8]
- Classification[9] :
  - États-Unis : les enfants de moins de 17 ans doivent être accompagnés d'un adulte (R – Restricted)[N 1]
  - France : tous publics[10]
  - Belgique : tous publics (Alle Leeftijden)[7]
  - Québec : 13 ans et plus (langage vulgaire) (13+ / 13 years and over)[6]

## Distribution
- Jay Baruchel (VF : Donald Reignoux et VQ : Nicholas Savard L'Herbier) : Kirk Kettner
- Alice Eve (VF : Émilie Rault et VQ : Catherine Proulx-Lemay) : Molly McCleish
- T. J. Miller (VF : Emmanuel Garijo et VQ : Patrice Dubois) : Wendell "Stainer"
- Mike Vogel (VQ : Hugolin Chevrette) : Jack
- Nate Torrence (VF : Tony Marot et VQ : Olivier Visentin) : Devon
- Lindsay Sloane (VF : Marion Guillon et VQ : Magalie Lépine-Blondeau) : Marnie
- Kyle Bornheimer (VF : Jérôme Pauwels et VQ : François-Simon Poirier) : Dylan
- Jessica St. Clair (VF : Déborah Perret et VQ : Pascale Montreuil) : Debbie
- Krysten Ritter (VQ : Aline Pinsonneault) : Patty
- Debra Jo Rupp (VF : Coco Noël et VQ : Johanne Garneau) : Mme Madison Kettner
- Adam LeFevre (VF : Marc Bretonnière et VQ : Stéphane Rivard) : M. Charles Kettner
- Kim Shaw : Katie
- Jasika Nicole : Wendy
- Geoff Stults (VF : Fabien Jacquelin et VQ : Marc-André Bélanger) : Cam
- Hayes MacArthur (VQ : Martin Desgagné) : Ron
- Andrew Daly (VF : Vincent Ropion) : Fuller
- Sharon Maughan (VF : Blanche Ravalec) : Mme MacCleish
- Trevor Eve (VF : Daniel Beretta) : M. MacCleish
- Adam Tomei : Randy
- Robin Shorr : Tina Jordan
- Patrick Jordan : Joueur de bowling
- Tom Stoviak : Directeur du musée
- Rick Applegate : Docteur des avions
- Heather Morgan Leigh : Hôtesse de l'air
- Chuck Aber : Pilote
- Jason McCune : Client du restaurant
- Yan Xi : Karen
- Alex Cole : Scotty Reese

## Nominations
- Festival du Film de Cabourg - Journées romantiques 2010 : panorama pour Jim Field Smith
- Teen Choice Awards 2010 : meilleur film de comédie

## Éditions en vidéo
- En France, le film Trop belle ! est sorti en DVD le 26 octobre 2010[16] et en VOD le 1er avril 2019[8].
- Au Québec, le film est sorti en DVD le 22 juin 2010[13].